# Bobrujka
Bobrujka (biał.: Бабруйка) – mała rzeczka na Białorusi, dopływ Berezyny. Przepływa przez miasto Bobrujsk i została tak nazwana ze względu na bobry, które kiedyś ją zamieszkiwały. Z powodu zanieczyszczeń przemysłowych, żadne zwierzęta już w niej nie występują, a jej przepływ został ograniczony do zaledwie fragmentu dawnego kształtu.